# Stibadium unicum
Stibadium unicum là một loài bướm đêm trong họ Noctuidae.